# Грабовець (Івано-Франківський район)
Грабове́ць — село в Україні, у Івано-Франківському районі Івано-Франківської області. Входить до складу Богородчанської селищної громади. До 2020 центр сільської ради. Населення — 1 215 чоловік (2001); 1 019 чол. (станом на 01.01.2025 року).

## Географія
Розташоване на лівому березі річки Бистриці Надвірнянської, за 11 км від центру громади та за 20 км від залізничної станції Надвірна. Висота над рівнем моря — 335 метрів. Через село проходить автомагістраль Надвірна—Івано-Франківськ. 

## Історія
На території села люди жили ще в давнину, про що свідчать розкопки могильника культури карпатських курганів. Поблизу Грабовця виявлено рештки городища давньокиївського періоду та знайдено скарб арабських монет (IX—XI століття).
Перша письмова згадка про Грабовець належить до 1386 року. У документі власником поселення вказується Янчо. Пізніша згадка датована 8 квітня 1437 року.
У податковому реєстрі 1515 року повідомляється, що село орендували Васько і Стецько.
Королівська люстрація 1565 року в селі зафіксувала імена і прізвища 2 власників стад худоби: Стець Марусич і Яцько Полмачич.
У Грабовці був колись монастир, у якому жив засновник Манявського скиту Йов Княгиницький, гостював у нього проповідник і полеміст Іван Вишенський. Збереглася назва одного з узгір'їв за селом — Чернече.
В 1650 році жителі села брали участь у боротьбі з польською шляхтою. Імовірно, що заклали село українські шляхтичі. Вони збудували церкву, що називалася «шляхетською». Пізніше спорудили другу церкву, яку називали «хлопською». Богослужіння проводили позмінно — одної неділі в одній церкві, а наступної — в другій. У селі кількісно переважали мешканці із українськими шляхетськими прізвищами (Грабовецькі, Гошовські, Ясінські, Голинські, Княгиницькі, Матківські, Сірецькі, Ільницькі, Плазинські та ін.). Грабовець був одним з нечисленних в цій частині карпатського підгір'я скупчень української шляхти.
За першим поділом Польщі у 1772 р., Грабовець опинився під владою Габсбурзької монархії (з 1804 року — Австрійської імперії).
В середині XIX століття, після листопадового збройного повстання 1848 р. у Львові, Селянської реформи у квітні 1848 р. і утворення у Львові Головної Руської Ради, у Грабовці активізувалося суспільно-політичне життя. Головно, навколо земельних питань.
2 січня 1894 року, з дозволу "Головного виділу товариства «Просвіти» у Львові, в Грабовці відкрито читальню. Серед засновників о. Іван Охрімович, Георгій Савчин, Давид Дутчак, Лук'ян Грабовецький, Василь Чумбей, Іван Боденко, Василь Гаврищук, Данило Бойчук. Першим головою читальні «Просвіти» був Антон Княгиницький. Згодом, читальня «Просвіти» налічувала бібліотеку понад тисячу томів.
За результатами перепису населення від 31 грудня 1880 р. в Грабовці мешкало 1065 осіб.

### 1914—1918 роки
Тяжкі випробування чекали на жителів Грабовця у роки першої світової війни. У Богородчанському повіті лютувала епідемія тифу й холери. Господарство занепало. Багато молодих хлопців призвано до австро-угорського війська. На цій території точилися жорстокі бої між австро-угорськими і російськими військами. В бою за Грабовець, що відбувся 7 червня 1915 р., брала участь 458-а група Шонбург (16 піхотна бригада і частини 5, 6, 15 піхотних дивізій).

### Західноукраїнська Народна Республіка
На початку листопада 1918 р. в селі та колишньому Богородчанському повіті Королівства Галичини та Володимирії Австрійської імперії було встановлено владу Української держави — ЗУНР.

### У складі Польщі
У 1919–1939 рр. Грабовець перебував у складі Польщі.
Станом на 30.09.1921 село налічувало 308 будинків в яких мешкало 1536 чол. (732 — чол. статі, 804 — жіночої). Національний склад — 1267 українців, 170 поляків, 92 жидів, 7 німців, з яких — 1278 греко-католиків, 125 римо-католиків, 105 юдеїв, 28 євангелістів.
За Польської окупації українська громада села зазнала національного і соціального гноблення. Починалося все від спольщення прізвищ, наприклад, Грабовецький перекручували на Грабовецкі, Ясінський на Ясінскі. Переслідувалися українські священики, що вели метрикальні книги українською мовою. Так, пароха Грабовця о. Володимира Лучківа за відмову вести ці книги польською мовою засудили на кілька літ в'язниці. Від кари його врятувала війна. Попри утиски, і, не в останню чергу, завдяки твердості української шляхти, грабовецька громада залишилася вірною своїй нації, міцно трималася власної церкви й обряду, своїх організацій, установ і товариств.
Грабовець між двома війнами відзначався своїми суперлятивами. Гордістю села був кооператив, що налічував 700 членів. «Свій до свого по своє» — такий був девіз кооперативного руху. Селяни купували товари першої необхідності лише в своєму кооперативі, хоч недалеко була польська крамничка «Кулка Рільничого». Крамниця кооперативу мала вигляд міської. Книговодом кооперативу був Роман Матківський, який після війни емігрував до Канади. Головою надзірної ради з 1935 до 1939-го працював учитель Микола Остап'як. Також місцева районова молочарня, каса «Райфайзенка». Все те було вислідом жертовної праці місцевих провідників з-поміж селян та інтелігенції. Місцеве населення тих провідників слухало.
Велику роботу з культурного виховання і розвитку національної свідомості проводило товариство «Просвіта». При читальні «Просвіти» діяли театральний гурток і хор, гурток сільського господаря, гурток «Рідної Школи». Хором читальні керував Костянтин Петер, уродженець Вінниччини, сотник армії УНР, пізніше вояк УПА. Театральний гурток ставив п'єси І. Котляревського «Наталка-Полтавка», М. Старицького «Ой не ходи, Грицю…», «Циганка Аза», Т. Шевченка «Назар Стодоля», п'єси І. Тобілевича і М. Кропивницького. Театральним гуртком керував секретар читальні «Просвіти» Микола Петрович Матківський.

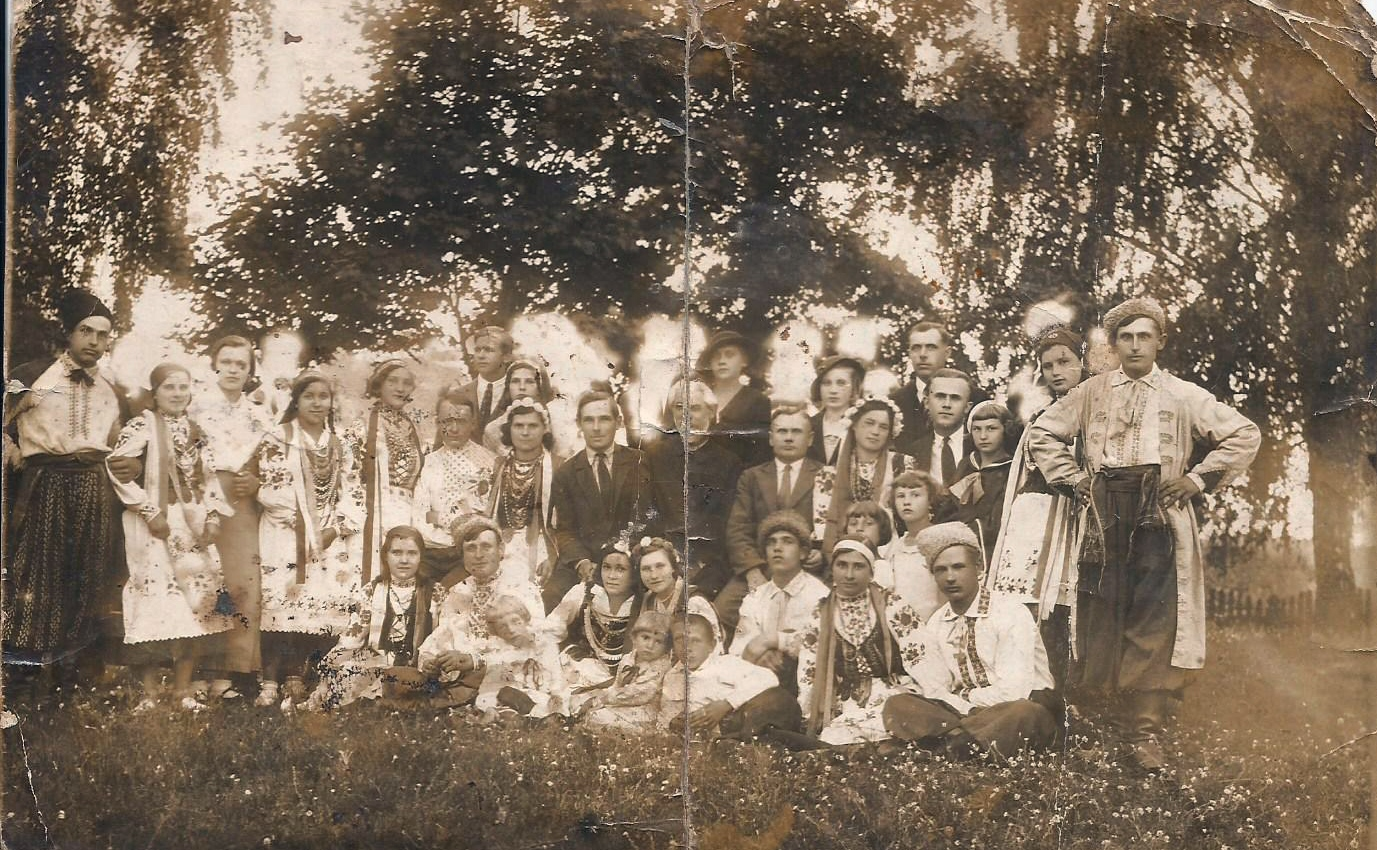
Аматорський Гурток с. Грабовець; дата: 26 серпня 1935 року.

Під впливом «Просвіти» в селі, у лютому 1926 року, було створено спортивне товариство «Луг», яке ставило за мету допомогу під час пожеж, а також розвиток фізичної культури і спортивних ігор у селі. Головою обрано Івана Іваніва, секретарем — Миколу Матківського, до складу товариства входили Гнат Роджук, Іван Гуцуляк, Іван Ясінський, Федір Роджук, Семен Кузан, Андрій Боденко, Іван Шелестинський, Михайло Ясінський, Михайло Бабинець, Яків Боженко.
В ніч з 30 на 31 липня 1927 р. вилив річки Бистриці залишив жахливі наслідки: вода зруйнувала кількасот гектарів землі з найкращими в Грабівці ґрунтами, перетворюючи їх в рінище, до нічого непридатний пустир. Внаслідок таких повеней, орних ґрунтів в селі щораз зменшувалося, площа невжитків збільшувалася, і в 1944 р. винесла біля 35 % усієї грабовецької території.
До окупації Галичини радянськими військами село налічувало близько 1750 мешканців.

### Перші совіти
З кінця вересня 1939 по червень 1941 року Грабовець — у складі УРСР.
З приходом комуністичної влади діяльність «Просвіти» було припинено. Натомість, у 1940 році в селі створено комсомольську організацію.

### Німецька окупація
Під час Другої світової війни село три роки (1941–1944) входило до Дистрикту Галичина — адміністративної одиниці у складі Генерал-губернаторства. За цей час з Грабовця, на примусові роботи до Німеччини, було насильно вивезено 155 осіб.
1943 року через Грабовець проходили партизани з'єднання С. А. Ковпака.

### Другі совіти
25 липня 1944 року село було зайняте підрозділами 24-ї стрілкової дивізії у складі 95-го стрілкового корпусу, 18-ї армії, 4-го Українського фронту радянської армії в ході Львівсько-Сандомирської наступальної операції (13 липня — 29 серпня).

#### Акція НКВС
29 серпня 1944 року відбулася каральна акція військ НКВС над мирними жителями села Грабовець, внаслідок якої велика кількість мешканців була розстріляна, по-звірячому закатована, а село майже дощенту спалено. Причиною такої жорстокості, за однією з версій, було поранення радянського офіцера в горішній частині села, який віддав наказ село спалити, а всіх чоловіків вбити. Розстрілювали на місці, кого в городі, в хаті, на дорозі, в лузі навіть на церковному подвір'ї.
Енкаведисти і польські добровольці спалили біля 300 дворів, вбили 87 селян і заарештували понад 70 «бандпособников УПА» [Архівовано 7 лютого 2022 у Wayback Machine.].
Декілька сімей села було насильно вивезено до Сибіру.За даними облуправління МГБ у 1949 р. в Богородчанському районі підпілля ОУН найактивнішим було в селах Горохолина, Грабовець і Хмелівка.
У 1994 році на пожертви громадян та кошти обласної ради у селі встановлено пам'ятник жертвам другої світової війни де викарбувані імена всіх загиблих у другій світовій війні — всього 184 жителі.

#### Повоєнні роки
Станом на 1971 рік в селі мешкало 726 осіб. Тут знаходилася садиба колгоспу імені Дзержинського, яке мало в користуванні 1 830 га сільськогосподарських угідь. Господарство вирощувало пшеницю, овес, льон, кормові і цукрові буряки, кукурудзу, картоплю. Працювали восьмирічна школа, клуб, бібліотека, медпункт, два магазини, їдальня, дитячий садок. Стояли пам'ятники В. І. Леніну, Ф. Е. Дзержинському.

### Сучасність
14 жовтня 2003 р. на місці оселі Костянтина Петера (1893–1953), командира розвідки УПА IV ВО «Говерля», сотника «Сокола», в «Саду пам'яті» відбулося освячення каплиці і пам'ятного знаку виконаного в граніті (скульптор В. Вільшук, лауреат Шевченківської премії). Цей меморіальний комплекс включено в туристичне кільце Прикарпаття.
Указом Президента України Віктора Ющенка № 126/2008 за материнську самовідданість, народження і виховання дітей, забезпечення умов для всебічного їх розвитку присвоєно почесне звання «Мати-героїня» мешканцям села:
- КУРПІЛЬ Стефанії Дмитрівні — матері семи дітей,
- МАЛІЙ Розалії Миколаївні — матері семи дітей,
- МОРІЙ Оксані Миколаївні — матері шести дітей,
- ПИЛИП'ЯК Ганні Дмитрівні — матері семи дітей,
- ПОПОВИЧ Ганні Петрівні — матері дев'яти дітей,
- ПОПОВИЧ Олександрі Петрівні — матері шести дітей,
- ПОПОВИЧ Софії Ільківні — матері семи дітей,
- СОЛОВЕЙ Марії Онуфріївні — матері семи дітей,
- ФЕНЯК Євдокії Іванівні — матері восьми дітей,
- ЩЕРБАН Марії Михайлівні — матері восьми дітей.

Школа не працює з 10.09.2018.

## Пам'ятки історії і архітектури

### Церква Воскресіння Христового
Дерев'яна церква, вперше згадується в документах другої половини XVII ст., раніше за Вознесенську церкву в цьому ж селі. Цікаво, що Воскресенська церква, на відміну від церкви Вознесіння в центрі села, позначена на карті з 1783 року. Існуюча сьогодні дерев'яна церква зведена 1887 року і замінила давнішу, теж дерев'яну.
Зведена представниками дрібної шляхти, тому в деяких шематизмах її називали «дочірньою шляхетською церквою» місцевої парохії. Цікаво, що церкву збудували при тій самій сільській дорозі, де розташована матірна церква, тільки на протилежній стороні.
Розташована 270 метрів на південь від Вознесенської дерев'яної церкви. За конструкцією подібна до церкви з дерева в центрі села. Різниця між ними в завершенні бічних рамен нави і в тому, що ця церква не має бічного входу до нави. З півночі при вівтарі є прибудована ризниця, новозасклений ґанок є з заходу при бабинці, вікна замінено пластиковими. Дерев'яна двоярусна дзвіниця з двома вхідними дверима стоїть з південного заходу від церкви. Перебуває в користуванні громади Української Греко-Католицької Церкви. До пам'яток архітектури не належить.
Церква на карті [Архівовано 22 червня 2007 у Wayback Machine.]

### Церква Вознесіння Христового
Пам'ятка архітектури місцевого значення.1856 р.; Ох. № 611. Вперше церква Вознесіння згадана в селі на початку XVIII ст. Нова церква Вознесіння Господнього, також дерев'яна, зведена замість попередньої у центрі села в 1855—1856 рр. В той час (з 1842 до 1887 року) греко-католицьким парохом Грабовця був о. Іван Глібовицький (1811—1887), могила якого збереглася на прицерковній території.
Церква була матірна (парафіяльна). Стоїть в центрі села, з заходу від сільської дороги. Тризрубна одноверха святиня з прибудованими до бабинця і нави невеликими присінками. Покрита оцинкованою бляхою. З півночі до вівтаря прилягає ризниця. Стіни з відкритих фарбованих брусів зрубів. Стіни над опасанням оббиті бляхою, ймовірно, на зламі 1980-х — 1990-х років. Вікна сьогодні замінені пластиковими. Дерев'яна двоярусна дзвіниця розташувалася з південного заходу від церкви. Перебуває в користуванні громади Української Греко-Католицької Церкви.
Церква на карті [Архівовано 22 червня 2007 у Wayback Machine.]

## Відомі особи

### Народилися
- Ірина Пеленська (Винницька) (1906—1990) — українська письменниця, журналістка, громадська діячка.
- Карел (Кароль) Гадачек (1873–1914) — професор археології Львівського університету, найяскравіша постать археологічної школи Галичини кінця XIX — початку ХХ ст., дослідник прадавньої культури Поділля й Опілля.

### Пов'язані з Грабовцем
- У селі жив і загинув Костянтин Петер (1893–1953), командир розвідки УПА ВО-4 «Говерла», сотник, псевдо — «Сокіл»[17].